# Жирарди, Александр
Александр Жира́рди (нем. Alexander Girardi; 5 декабря 1850[…], Грац — 20 апреля 1918[…], Вена) — популярный австрийский актёр на рубеже XIX—XX веков.

## Биография
Александр Жирарди родился в семье слесаря Андреаса Жирарди. После ранней смерти отца воспитывался отчимом, который отправил Александра учиться на слесаря. Вопреки воле отчима Александр вступил в любительскую труппу «Тонхалле», где его актёрское дарование получило признание. В 1871 году Жирарди пригласили в венский театр Штрампфера. С 1874 года Жирарди служил в венском театре Ан дер Вин и оставался ему верным в течение 22 лет. Одна из самых популярных ролей Жирарди — Валентин в «Расточителе» Фердинанда Раймунда. К началу Первой мировой войны Жирарди покинул театральные подмостки и вернулся в родной Грац. За два месяца до смерти ему ещё удалось выйти на сцену венского Бургтеатра в роли Фортунатуса Вурцеля в пьесе Раймунда «Крестьянин-миллионер». Александр Жирарди похоронен на Центральном кладбище Вены.
Имя Жирарди носят улицы в венском Мариахильфе и Граце. Именем Жирарди названо одно из блюд австрийской кухни — ростбиф Жирарди. Шляпу канотье в Австрии называют «жирарди».